# Groß Quenstedt
Groß Quenstedt é um município da Alemanha, situado no distrito de Harz, no estado de Saxônia-Anhalt. Tem 15,65 km² de área, e sua população em 2019 foi estimada em 887 habitantes.